# 争取独立和社会主义共产党
争取独立和社会主义共产党（法語：Parti communiste pour l'indépendance et le socialisme，缩写为PCLS）是法国海外大区马提尼克的一个共产主义政党。该党成立于1984年5月22日，分裂自马提尼克共产党。该党以马克思列宁主义为指导思想。该党主张马提尼克独立。该党的总部位于法兰西港。